# Pterolophia kenyana
Pterolophia kenyana är en skalbaggsart som beskrevs av Stefan von Breuning 1961. Pterolophia kenyana ingår i släktet Pterolophia och familjen långhorningar.
Artens utbredningsområde är Kenya. Inga underarter finns listade i Catalogue of Life.